# نبرد اوکیتاناواته

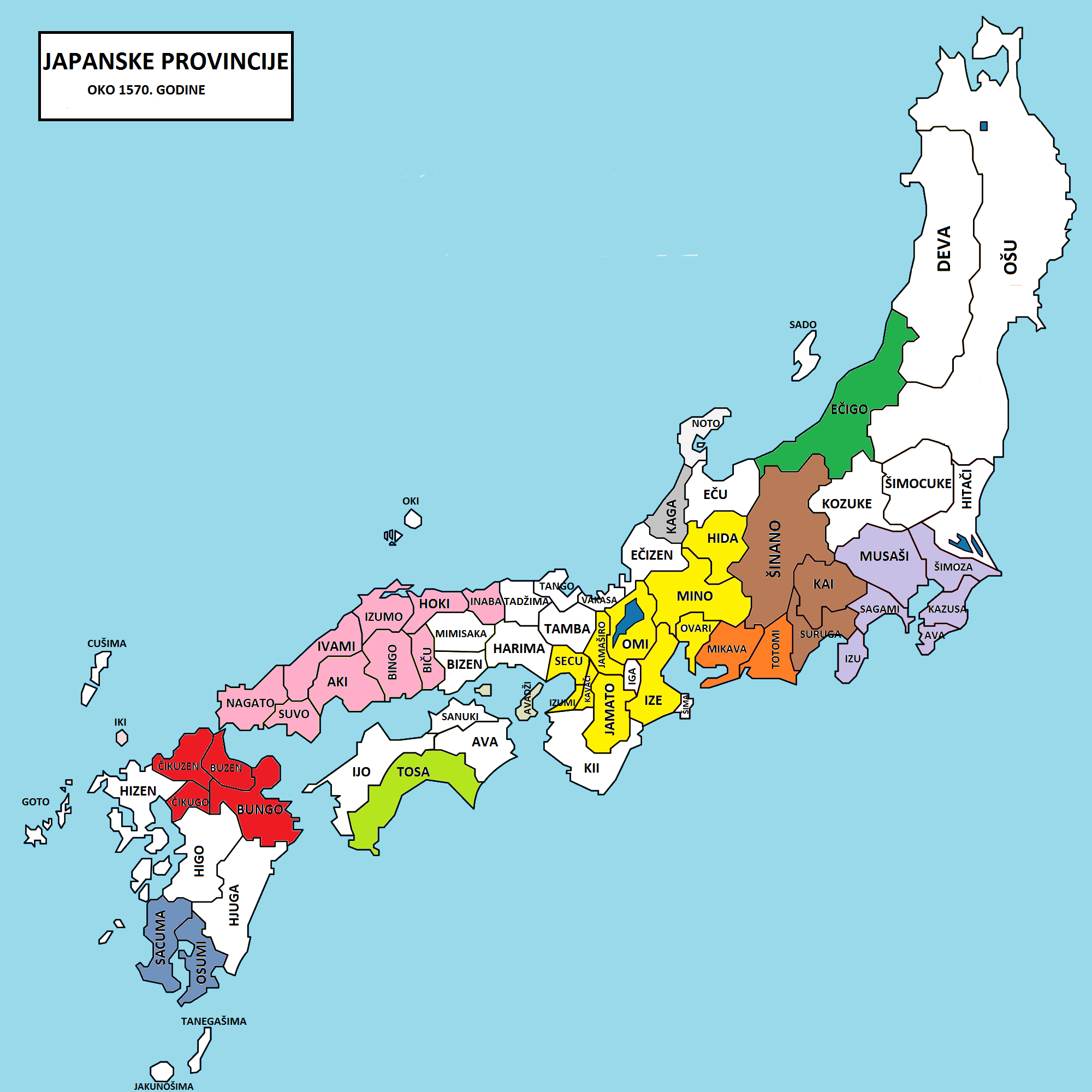
نقشه نبرد اوکیتاناواته

نبرد اوکیتاناواته (به ژاپنی: 沖田畷の戦い) در تاریخ ۳ مه ۱۵۸۴ بین نیروهای متحد خاندان شیمازو و آریما و ارتش ریوزوجی تاکانوبو درگرفت. ریوزوجی تاکانوبو در پی حمله به تعدادی از خاندان‌های مستقل نزدیک به قلمروی خود. در سال ۱۵۸۲ به خاندان آریما حمله کرد و آریما هارونوبو رهبر خاندان تصمیم گرفت از شیمازو یوشیهیسا کمک بخواهد.
یوشیهیسا یک ارتش در دسامبر همان سال برای کمک فرستاد، اما پیشرفت زیادی حاصل نشد تا زمانی که در سال ۱۵۸۴ ارتش دوباره توسط برادر کوچکتر یوشیهیسا بنام شیمازو ایه‌هیسا سازمان دهی شد. متحدان شیمابارا، ناگاساکی را تحت محاصره درآوردند و ریوزوجی تاکانوبو در طی نبرد کشته شد.